# José Cziffery
José Cziffery ou József Cziffery, né le 31 décembre 1902 à Aranyosmarót (Royaume de Hongrie) et mort en 1964 à Salto (Uruguay), est un peintre. 

## Biographie
José Cziffery naît le 31 décembre 1902 à Aranyosmarót.
Il étudie à l'Académie des beaux-arts de Budapest auprès de Róbert Berény, puis de János Vaszary. À partir de la fin des années 1920, il vit à Berlin, puis à Paris. Dans la capitale française il est élève de Henri Matisse et ouvre une école d'art. Après son exposition à Londres, certaines de ses peintures sont achetées par le British Museum. Il organise une exposition de collection, principalement d'aquarelles et de natures mortes, au Salon national (1931). Il émigre au Brésil (vers 1933) et est invité en Uruguay. Il s'installe à Salto en 1947. Il se fait rapidement un nom et est nommé directeur de l'école d'art de Salto, il reste dans cette ville jusqu'à sa mort en 1964.

## Héritage
Après sa mort, le musée des beaux-arts de Montevideo a organisé une exposition commémorative de ses œuvres et la ville de Salto a fait ériger un monument à sa mémoire.

## Œuvres
Plusieurs de ses œuvres sont conservées au Musée national des Arts visuels